# 남자들의 야마토
《남자들의 야마토》(원제:일본어: 男たちの大和, 정식 영문명 : YAMATO)는 2005년 제작된 일본의 전쟁 영화이다.
제2차세계대전 당시 전함 야마토에 승선했던 생존자와 그 유족을 취재하여 쓴 헨미 준의 『결정판 남자들의 야마토』를 원작으로 영화로 만든 작품으로 종전 60주년을 기념해 제작되었다.
제작국 일본에서는 2005년 12월 17일에 토에이 배급으로 전국 극장 공개되어 같은 해의 흥행 수입 1위가 되었다. 개봉시에 51억 엔을 벌어들였으며, 영국, 프랑스, 독일, 타이완, 싱가포르 등 40개국 100개 회사로부터 수입 요청을 받았다.
제30회 일본 아카데미상(2007)에 우수 편집상, 최우수 녹음상, 최우수 미술상, 우수 조명상, 우수 촬영상, 우수 음악상, 우수 여우조연상, 우수 감독상, 우수 작품상을 수상하였다.
독일 베를린영화제의 필름 마켓에 참가하여 영화가 공개되기도 하였다.

## 출연
- 아오이 유
- 하루타 준이치
- 하시즈메 료
- 하야시 류조
- 히라야마 히로유키
- 혼다 히로타로
- 이가와 히사시
- 이케마츠 소스케
- 카네코 켄지
- 카츠노 히로시
- 마츠야마 켄이치
- 모리미야 타카시
- 나가시마 카즈시게
- 나카다이 다쓰야
- 나카무라 시도
- 노자키 우미타로
- 오쿠다 에이지
- 사키모토 히로미
- 시라이시 카요코
- 소리마치 다카시
- 스즈키 쿄카
- 타카치 노보루
- 타카하타 아츠코
- 타카오카 켄지
- 테라지마 시노부
- 우치노 켄타
- 와타나베 다이
- 와타리 테츠야
- 야마다 준다이
- 요 키미코

## 스탭
- 제작 : 『남자들의 야마토/YAMATO』제작위원회 (토에이, 카토카와 하루키 사무소, 테레비아사히, 토에이비디오, 아사히방송, 나고야 테레비 탑, 히로시마 홈 테레비, 규슈아사히방송, 홋카이도 테레비, 나가사키 문화방송, 카고시마 방송, 아사히신문사, 중국신문사, 북일본신문사, 토에이 애니메이션, 에프엠 도쿄, 토에이 에이지엔시 등）
- 제작 프로덕션 : 토에이 교토 촬영소
- 감독 : 사토 준야
- 각본 : 사토 준야
- 제작자 : 카토카와 하루키
- 프로듀서 : 즈시 토시오, 코야나기 노리코, 무라카미 노리코
- 제작총지휘 : 타카이와 탄, 히로세 미치사다
- 기획 : 사카가미 스나오, 하야카와 히로시
- 원작 : 헨미 준 『결정판 남자들의 야마토』（카도카와 하루키 사무소 하루키 문고）
- 세컨드 유닛 감독 : 하라다 토오루
- 촬영감독 : 사카모토 요시타카
- 세컨드 유닛 촬영감독: 에하라 쇼지
- 특촬감독: 부츠다 히로시
- 미술 : 마츠미야 토시유키, 곤도 나리유키
- 편집 : 요네다 타케로
- 음악 : 히사이시 조
- 연주 : 도쿄 필 하모니 교향악단
- 주제가 : 나가부치 쓰요시 「CLOSE YOUR EYES」「YAMATO」
- 서포트 송 : 한냐 「우리들의 야마토」
- 음향 총합 프로듀서 : 카도카와 하루키
- VFX 슈퍼바이저 : 스스무 다케시
- 조명 : 오쿠보 다케시
- 세컨드 유닛 조명 : 사와다 토시오
- 정음 : 세가와 테츠오
- 녹음 : 쇼인 노부히코
- 세컨드 유닛 녹음 : 니시다 마사히로
- 조감독 : 야마시타 코이치로
- 세컨드 유닛 조감독 : 사와 메구미
- CG 슈퍼바이저: 노구치 코이치
- 테크니컬 코디네이터 : 네기시 마코토
- 총기 이펙트 : BIGSHOT
- 기토 : 세이케 미츠히코
- 캐스팅 : 후쿠오카 야스히로
- 제작담당 : 시미즈 케이타로
- 제작관리통괄 : 나리히코 쿄우
- 선전통괄 : 엔도 시게유키
- 선전 프로듀서 : 노무라 토시야, 타다 요우코
- 선전 : 야나세마 나리히코, 니시노 아키코, 타카하시 유카, 하야미 마사야